# Karl Philipp Schmitt
Karl Philipp Schmitt (* 1826 in Darmstadt; † 15. November 1909 ebenda) war ein deutscher Musiker und Gründer der Akademie für Tonkunst (Darmstadt).

## Leben
Karl Philipp Schmitt wurde 1826 als Sohn des  Konzertmeisters der Darmstädter Hofkapelle Wilhelm Casimir Schmitt (1802/3-1834) und der Konzertpianistin Henriette Schmitt geboren. Er erhielt früh eine musikalische Ausbildung und wurde Violinspieler an der großherzoglichen Hofkapelle in Darmstadt. 
Am 1. September 1851 gründete Philipp Karl Schmitt mit Unterstützung seiner Mutter eine private Musikschule in Darmstadt, die ab 1878 die Bezeichnung Philipp Schmittsche Akademie für Tonkunst erhielt. Der erste Standort der Akademie war die elterliche Wohnung in der Schützenstraße im Paulusviertel (Darmstadt). Schmitt führte damals ein neues Unterrichtskonzept ein und seine Akademie war von Anfang an sehr erfolgreich. Im ersten Jahr hatte er 16 Schüler. Die Zahl stieg auf 160 Schülerinnen und Schüler im Jahre 1869 an. 
Bereits ab 1858 traten seine Schülerinnen und Schüler in öffentlichen Konzerten auf. 
Die Akademie zog in den folgenden Jahren mehrfach um. Ab 1857 war sie in der Elisabethenstraße und 1862 in der Grafenstraße beheimatet. Am 22. September 1906 wurde der Neubau der Philipp Schmittschen Akademie für Tonkunst in der Waldstraße (später Adelungstraße) in Darmstadt eingeweiht. 
Im August 1922 wurde die Akademie für Tonkunst von der Stadt Darmstadt übernommen.
Philipp Karl Schmitt starb im November 1909 im Alter von 83 Jahren.